# 熊繡
熊繡（1441年—1515年），字汝明，湖廣承宣布政使司永州府道州（今湖南省道縣）人，明朝兵部侍郎、兩廣總督。
成化二年（1466年），登进士，授行人司行人。奉旨出使楚府，巡四川茶业。升监察御史，巡按陕西等地。陕西左布政使璠贿赂苑馬寺卿邵進，熊繡举发。于璠赴京攻击熊繡，两人一并被下吏部，知事本末，邵進、于璠被除名，熊繡担任鳳翔府知府。弘治初年，升山東左參政、進右布政使。弘治七年，以右副都御史巡撫延綏，升任兵部右侍郎、兵部左侍郎，為尚書劉大夏所倚信。正德元年，升任右副都御史，總督兩廣軍務兼巡撫其地。正德二年，與總兵官伏羌伯毛銳平定賀縣僮民叛變。後來掌管南京都察院事。因得罪劉瑾被罷免。正德十年去世，贈刑部尚書，謚莊簡。